# 三大茶市
三大茶市，指中国清代三个主要茶叶交易城市，九江、汉口和福州。
九江茶市形成于宋代，在三大茶市中历史最为悠久。汉口茶市形成与明末清初。福州茶市形成于第一次鸦片战争之后，因出口贸易增加，日渐繁荣。第二次鸦片战争之后，长江流域口岸对外开放，九江、汉口也成为茶叶采购、加工，和出口的重要基地。1880年代，三大茶市出口量达到历史顶峰，以后受印度茶叶、锡兰茶叶、日本茶叶、格鲁吉亚茶叶、肯尼亚茶叶崛起的影响，日渐衰退。